# Alinea lanceolata
Espèce
Synonymes
- Mabuia lanceolata Cope, 1862

Alinea lanceolata est une espèce de sauriens de la famille des Scincidae.

## Répartition
Cette espèce est endémique de la Barbade.

## Étymologie
Le nom spécifique lanceolata vient du latin lanceolatus, en forme de lance, en référence à la taille de sa tête.

## Publication originale
- Cope, 1863 "1862" : Contributions to Neotropical saurology. Proceedings of the Academy of Natural Sciences of Philadelphia, vol. 14, p. 176-188 (texte intégral).